# エスト＝サドク駅
エスト＝サドク駅 (エスト＝サドクえき、ロシア語:Эсто-Садок) は、ロシアクラスノダール地方ソチにあるロシア鉄道北カフカース鉄道支社の駅である。

## 概要
相対式ホーム2面2線を有する地上駅である。駅は大きな屋根に覆われている。2014年のソチオリンピックに向けて2012年に開業した。駅舎内には長距離切符売り場、自動券売機がある他、荷物預かり所やATMなども設置されている。また、当駅からケーブルカーの運転が行われている。

## 隣の駅
ロシア鉄道北コーカサス鉄道支社
アドレル - ロザ・フトル線
アドレル駅 - エスト＝サドク駅 - ロザ・フトル駅
オリンピスカヤ・ジレーヴニャ方面への支線経由
オリンピスカヤ・ジレーヴニャ駅 - エスト＝サドク駅 - ロザ・フトル駅